# Matiloxis abarusalis
Matiloxis abarusalis là một loài bướm đêm trong họ Noctuidae.